# Dong’e
Dong’e (chinesisch 东阿县, Pinyin Dōng’ē Xiàn) ist ein Kreis der bezirksfreien Stadt Liaocheng im Westen der chinesischen Provinz Shandong. Die Fläche beträgt 799 Quadratkilometer und die Einwohnerzahl 352.630 (Stand: Zensus 2010). 1999 zählte er 422.894 Einwohner.
Das Grab von Cao Zhi (Cao Zhi mu, 曹植墓) steht seit 1996 auf der Liste der Denkmäler der Volksrepublik China (4-67).